# Jordi Pablo Ripollès
Jordi Pablo Ripollés (Vinaròs, 1 de gener de 1990) és un futbolista valencià, que ocupa la posició de migcampista. Ha estat internacional amb diferents seleccions inferiors espanyoles.
Després de destacar al club de la seua ciutat, el Vinaròs CF, s'uneix al Vila-real CF, per on passa pels diferents filials fins a debutar amb el primer equip a l'abril del 2009, tot jugant dos partits, un de lliga i altre de Champions League.
El juny de 2009 recala al Màlaga CF. Una lesió a la pretemporada, davant el Llevant UE, el manté apartat dels terrenys de joc durant la primera meitat de la temporada. Actualment (temporada 2015/16) juga al club UD Socuéllamos, de la 2a Divisió B - Grup II.